# Próspero González
Próspero Segundo González Flores (Llay-Llay, 30 de septiembre de 1886-Santiago, 31 de octubre de 1936) fue un futbolista chileno que jugaba de mediocampista. Fue uno de los fundadores y jugador del Arco Iris de Santiago, además con la selección de Chile participó en la Copa Centenario Revolución de Mayo y en los primeros amistosos de principios de siglo que jugó dicha selección.
Próspero González rechazó ofertas de equipos adinerados, por eso era admirado y un periodista de la época escribió: Próspero es nuestro mejor ejemplo de moral deportiva. Próspero ha sido y sigue siendo un hombre modesto. Como un obrero que vive el día a día, cuántas veces ha sido tentado por un trabajo bien remunerado o una oferta similar.

## Trayectoria
Próspero era un hombre modesto, se desempeñaba como obrero. Muchas veces fue tentado con un empleo bien remunerado u otras ofertas similares para que dejara de jugar en el Arco sin embargo, Próspero jamás prestó oídos a tan innobles proposiciones. Además él rechazó jugar para los equipos más ricos de ese tiempo, desafiando la idea de que los jugadores pobres estaban motivados por el dinero.
Próspero González fue un ídolo de las multitudes, quienes repletaban las canchas en los días de intercities y partidos Internacionales. Era un jugador muy disciplinado, que desafió los estereotipos de los jugadores de clase obrera demasiado apasionados.
Junto a un grupo de trabajadores fundó el Arco Iris Football Club en 1904, el club se asoció a la Asociación Arturo Prat en la que empezó a competir, en esta asociación logró conquistar dos ediciones de la Copa Esmeralda. Luego Próspero participó con su club en la Asociación de Santiago, logrando destacar en esta asociación al conquistar dos ediciones de la Copa Unión y una de la Copa Independencia. Estuvo en el Arco hasta que el club desapareció en 1924, durante toda la historia del Arco Iris Próspero se desempeñó como capitán.
Posterior a la desaparición del Arco Iris se mantuvo jugando en el Primero de Mayo, otro club obrero.
Cuando viajó con el seleccionado a Brasil tuvo una curiosa anécdota en una excursión al Estado de Campos Salles con un caballero que le echó los brazos al cuello y rompió a llorar, porque creía que Próspero era su hijo que había resucitado.
En la década de los 30 se realizaron eventos benéficos para ayudarlo económicamente ya que era muy pobre, vivía con su esposa y sus cinco hijos.
Falleció el 31 de octubre de 1936, un domingo el día de fútbol para los obreros. Sus funerales estuvieron a cargo de la Asociación de Fútbol de Santiago.

## Selección nacional
Fue internacional con la selección chilena durante el año 1910, participando en la Copa Centenario Revolución de Mayo. Tuvo participación con el combinado patrio durante tres partidos oficiales, además participó en ocho partidos no oficiales, siendo su participación final en el seleccionado de once partidos.
Tuvo su debut con la selección en un amistoso ante Argentina, encuentro que terminó en derrota para el seleccionado nacional por 3-1, este fue el primer encuentro oficial de la selección de Chile. Posteriormente fue nominado para disputar la Copa Centenario Revolución de Mayo que se realizó en Buenos Aires, disputó dos partido en el torneo.
Después viajó a Brasil con la selección chilena de la Federación Sportiva Nacional para disputar una serie de partidos ante unos combinados y equipos Brasileños de Río de Janeiro y Sao Paulo. Aquella fue la primera ocasión en la que viajó una selección compuesta solo por chilenos, fue el único obrero de esa delegación.

### Partidos internacionales
| 1     | 27 de mayo de 1910 | Cancha Belgrano Athletic Club, Buenos Aires, Argentina | Argentina  | 3-1 | Chile | Amistoso                           |
| 2     | 29 de mayo de 1910 | Cancha de Colegiales, Buenos Aires, Argentina          | Uruguay    | 3-0 | Chile | Copa Centenario Revolución de Mayo |
| 3     | 5 de junio de 1910 | Estadio G.E.B.A., Buenos Aires, Argentina              | Argentina  | 5-1 | Chile | Copa Centenario Revolución de Mayo |
| Total |                    |                                                        | Presencias | 3   |       |                                    |

| 1     | 8 de junio de 1910       | Cancha Belgrano Athletic Club, Buenos Aires, Argentina | Alumni                       | 2-2 | Chile | Amistoso                        |
| 2     | 14 de septiembre de 1913 | Campo da Rua Guanabara, Río de Janeiro, Brasil         | Combinado de Guerra y Marina | 1-2 | Chile | Copa Mariscal Hermes da Fonseca |
| 3     | 16 de septiembre de 1913 | Estadio General Severiano, Río de Janeiro, Brasil      | Combinado Carioca            | 2-2 | Chile | Amistoso                        |
| 4     | 18 de septiembre de 1913 | Estadio da Rua Campos Sales, Río de Janeiro, Brasil    | America Football Club        | 2-3 | Chile | Amistoso                        |
| 5     | 21 de septiembre de 1913 | Estadio General Severiano, Río de Janeiro, Brasil      | Selección Carioca            | 6-1 | Chile | Amistoso                        |
| 6     | 25 de septiembre de 1913 | Velódromo Paulistano, São Paulo, Brasil                | Combinado Paulista           | 1-2 | Chile | Amistoso                        |
| 7     | 27 de septiembre de 1913 | Velódromo Paulistano, São Paulo, Brasil                | Combinado Paulista           | 1-3 | Chile | Amistoso                        |
| 8     | 28 de septiembre de 1913 | Velódromo Paulistano, São Paulo, Brasil                | Sport Club Americano         | 3-3 | Chile | Amistoso                        |
| Total |                          |                                                        | Presencias                   | 8   |       |                                 |

## Clubes
| Club            | País  | Año       |
| --------------- | ----- | --------- |
| Arco Iris       | Chile | 1904-1924 |
| Primero de Mayo | Chile | 1925-1926 |
| Industrial      | Chile | 1927      |

## Palmarés

### Torneos locales
| Título                   | Club      | País  | Año  |
| ------------------------ | --------- | ----- | ---- |
| Copa Esmeralda           | Arco Iris | Chile | 1906 |
| Copa Esmeralda           | Arco Iris | Chile | 1908 |
| Copa Centenario          | Arco Iris | Chile | 1910 |
| Copa Unión               | Arco Iris | Chile | 1914 |
| Serie A de la Copa Unión | Arco Iris | Chile | 1919 |